# Minotaurasaurus
Minotaurasaurus è un genere estinto di dinosauro ankylosauride, vissuto nel tardo Cretaceo. L'animale fu descritto e nominato per la prima volta nel 2009, dai paleontologi Clifford A. Miles e Clark J. Miles che descrissero l'unica specie ascritta al genere ossia M. ramachandrani. Il nome generico riprende il nome del famoso mostro mezzo toro mezzo uomo, il Minotauro, infatti il suo nome generico significa "lucertola minotauro"; il nome specifico invece onora il paleontologo Vilayanur S. Ramachandran che acquistò il fossile per ben 10000 $, dal commerciante Hollis Butts, con sede in Giappone, rendendolo disponibile alla scienza. Tuttavia si sa molto poco su questo animale, e si sa solo che il cranio unico fossile conosciuto ha provenienza ignota, anche se molto probabilmente proviene dal deserto del Gobi. Il suo aspetto fisico doveva essere simile a quello degli altri anchilosauridi, ossia dotato di una possente corazza e una lunga coda terminante in una robusta mazza caudale. Ad ispirare il nome dell'animale sono state le lunghe corno ossee che sporgevano ai lati della testa dell'animale che lo facevano assomigliare la sua testa a quella di un grottesco bovino.

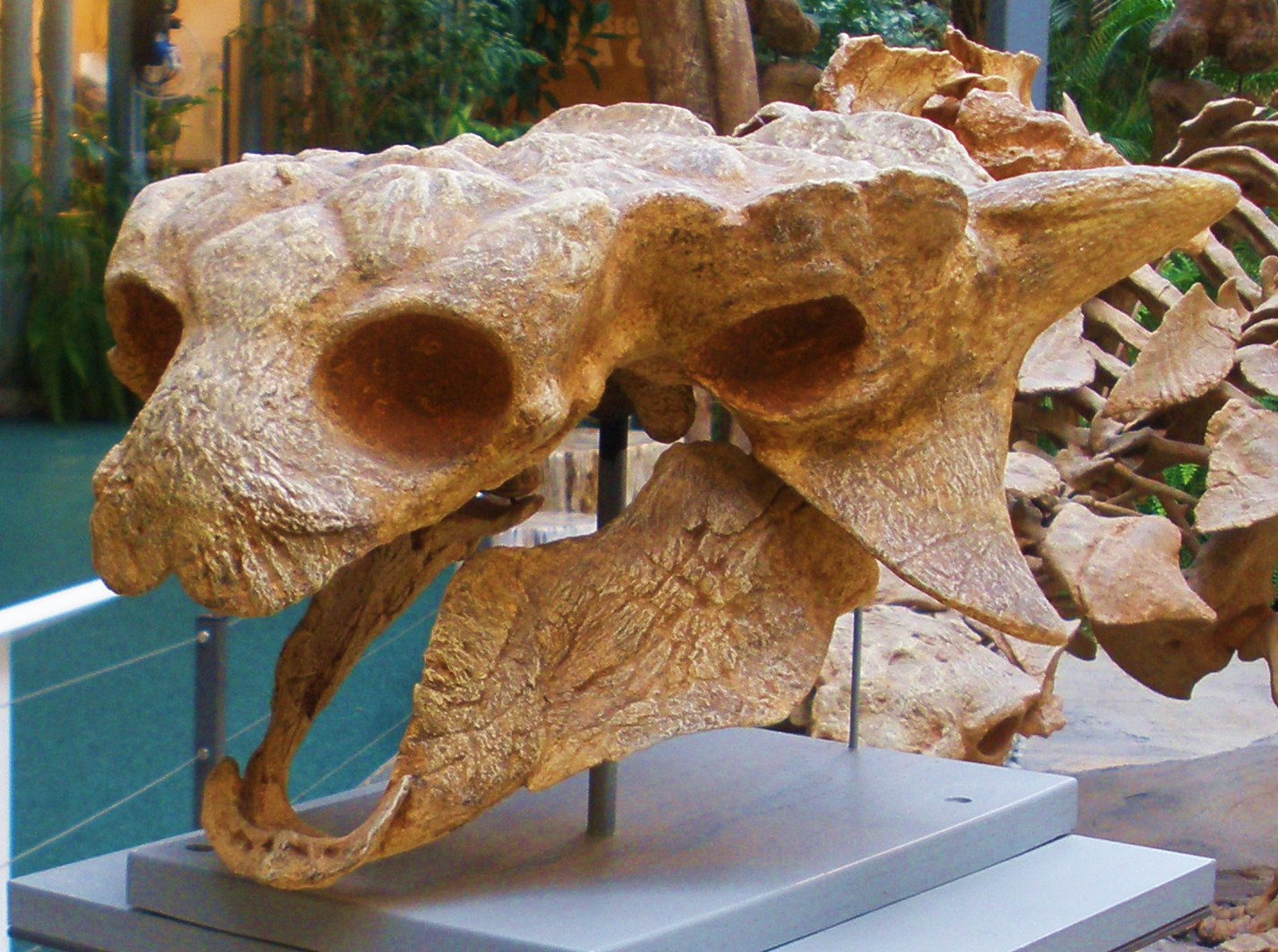
Cranio di M. ramachandrani.

È emersa una grande polemica a causa della provenienza del cranio. Alcuni paleontologi sostengono che il fossile è stato rimosso dal deserto del Gobi, senza il permesso del governo cinese e venduto senza la documentazione adeguata. Vilayanur S. Ramachandran, che ha acquistato il fossile a Tucson, in Arizona (Stati Uniti), dice che sarebbe felice di rimpatriare il fossile alla nazione appropriata, se qualcuno gli mostrasse «le prove che il fossile sia stato esportato illegalmente". Per un breve periodo, il campione fu dato in prestito al Museo Victor Valley di Apple Valley, California, ma nel 2007, Ramachandran ne ha ripreso possesso.
Uno studio del 2014, guidato da Victoria Arbour, Philip Currie, e Demchig Badamgarav ha ipotizzato che il Minotaurasaurus potrebbe essere un sinonimo junior di Tarchia, tuttavia al momento non ci sono prove di tale parentela e i pareri dei paleontologi sono discordi. Difatti, una ridescrizione dell'anatomia cranica di Tarchia, nel 2016, ha concluso che il Minotaurasaurus è un taxon distinto.